# Nikolai Nikolajewitsch Beketow

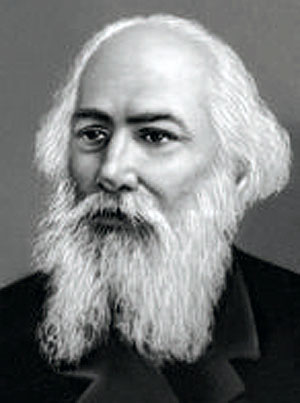
Beketov

Nikolai Nikolajewitsch Beketow (russisch Николай Николаевич Бекетов, wiss. Transliteration Nikolaj Nikolayevich Beketov; * 1. Januarjul. / 13. Januar 1827greg. in Alfjorjewka, Gouvernement Pensa; † 30. Novemberjul. / 13. Dezember 1911greg. in Sankt Petersburg) war ein russischer Chemiker.

## Leben
Er graduierte 1849 an der Staatlichen Universität Kasan. Nach seiner Rückkehr nach Sankt Petersburg arbeitete er für vier Jahre mit Nikolai Zinin in dessen medizinischem Laboratorium zusammen. 1855 wurde er wissenschaftlicher Assistent der Fakultät für Chemie an der Universität in Charkiw. Von 1859 bis 1886 lehrte er als Professor an dieser Universität. Im Jahre 1886 zog er nach Sankt Petersburg zurück, wo er im Chemielaboratorium der Universität arbeitete und an der Universität für Frauen Vorlesungen abhielt. 1890 hielt er Vorlesungen zum Thema „Grundlagen der Thermochemie“ an der Lomonossow-Universität in Moskau. 1877 wurde er korrespondierendes und 1886 ordentliches Mitglied der Akademie der Wissenschaften in Sankt Petersburg.
Zwischen 1859 und 1865 bewies Beketow, dass Aluminium in der Lage ist, andere Metalle bei hohen Temperaturen aus ihren Oxiden herauszulösen. In späteren Jahren dienten diese Experimente als Ausgangspunkt für die Entwicklung der Aluminothermie.

## Ehrungen
Der Mondkrater Beketov wurde nach ihm benannt.